# 레고 스파이보틱스
레고 스파이보틱스(Lego Spybotics)는 레고 마인드스톰의 하위 제품군이다. 4개 세트가 있었으며, 각 세트는 스파이봇 한 개, 컨트롤러 한 개, 케이블 한 개, 소프트웨어 디스크 한 개로 이루어졌다. 각각의 스파이봇은 색깔이 다르고 부착된 장비도 달라서 컨셉을 차별화했다. 디스크의 소프트웨어로 로봇을 프로그래밍해서 시뮬레이션된 미션을 수행하도록 하는 장난감이었다.

## 세트
| 이름                             | 세트 ID | 파츠 수 | 비고   |
| -------------------------------- | ------- | ------- | ------ |
| 스냅트랙스(Snaptrax) S45         | 3807    | 202     | 빨간색 |
| 테크노죠(Technojaw) T55          | 3809    | 261     | 초록색 |
| 길가메쉬(Gigamesh) G60           | 3806    | 244     | 파란색 |
| 섀도스트라이크(Shadowstrike) S70 | 3808    | 235     | 보라색 |